# Brad Sellers
Pour les articles homonymes, voir Sellers.
Bradley Donn Sellers (né le 17 décembre 1962 à Warrensville Heights, Ohio) est un ancien joueur professionnel américain de basket-ball ayant au poste  de pivot.
Après avoir passé sa carrière universitaire dans l'équipe des Badgers du Wisconsin puis des Buckeyes d'Ohio State, il a été drafté en 9e position par les Bulls de Chicago lors de la Draft 1986 de la NBA.
Après quelques saisons passées en NBA, il a évolué dans plusieurs clubs européens, en France notamment. Coéquipier de Michael Jordan lors de la saison 1988-1989, c'est lui qui effectue la passe lui permettant d'inscrire le tir au buzzer éliminant Cleveland le 7 mai 1989 et resté célèbre sous le nom de « The Shot ».